# Златинов, Петр
Петр Христов Златинов (13 марта 1981, Сандански) — болгарский футболист, левый полузащитник, тренер.

## Биография
В юношеском возрасте играл за команды «Пирин» (Благоевград) и «Вихрен» (Сандански). В 2000 году перешёл в софийский ЦСКА и в его составе дебютировал в высшем дивизионе Болгарии. В ЦСКА за четыре неполных сезона так и не смог стать основным игроком. Чемпион Болгарии 2003 года, вице-чемпион 2000 и 2001, бронзовый призёр 2002 года, финалист Кубка Болгарии 2002 года. В 2001 году уходил в аренду в клуб «Черно море» (Варна), также игравший в высшей лиге.
В 2003 году перешёл в минское «Динамо». За три сезона в чемпионате Белоруссии завоевал золото (2004), серебро (2005) и бронзу (2003) национального чемпионата, а также стал обладателем Кубка Белоруссии (2003).
В 2005 году перешёл в «Литекс» (Ловеч), где провёл два с половиной сезона. Бронзовый призёр чемпионата Болгарии 2005/06. В 2007 году стал финалистом Кубка Болгарии, в 2008 году «Литекс» одержал победу в Кубке, но футболист ещё до конца сезона покинул клуб.
С начала 2008 года в течение пяти лет играл в чемпионате Азербайджана за «Интер» (Баку), провёл более 100 матчей. Сумма трансфера составила 165 тысяч евро. Чемпион Азербайджана 2009/10, серебряный призёр чемпионата 2008/09, финалист Кубка Азербайджана 2008/09, 2010/11. Обладатель Кубка Содружества 2011 года.
В 2013 году вернулся в Болгарию и в сезоне 2013/14 с «Литексом» снова завоевал бронзовые награды. Затем играл в высшей лиге за «Черно море» и в низших лигах за «Локомотив» (Мездра), «Кариана» (Ерден) и «Вихрен».
Выступал за молодёжную сборную Болгарии.
Тренировал клубы «Вихрен» в третьей лиге и «Пирин» (Благоевград) во второй лиге.

## Личная жизнь
Отец Христо и младший брат Владислав (род. 1983) также были футболистами.